# Totalrevision der Schweizer Bundesverfassung 1999

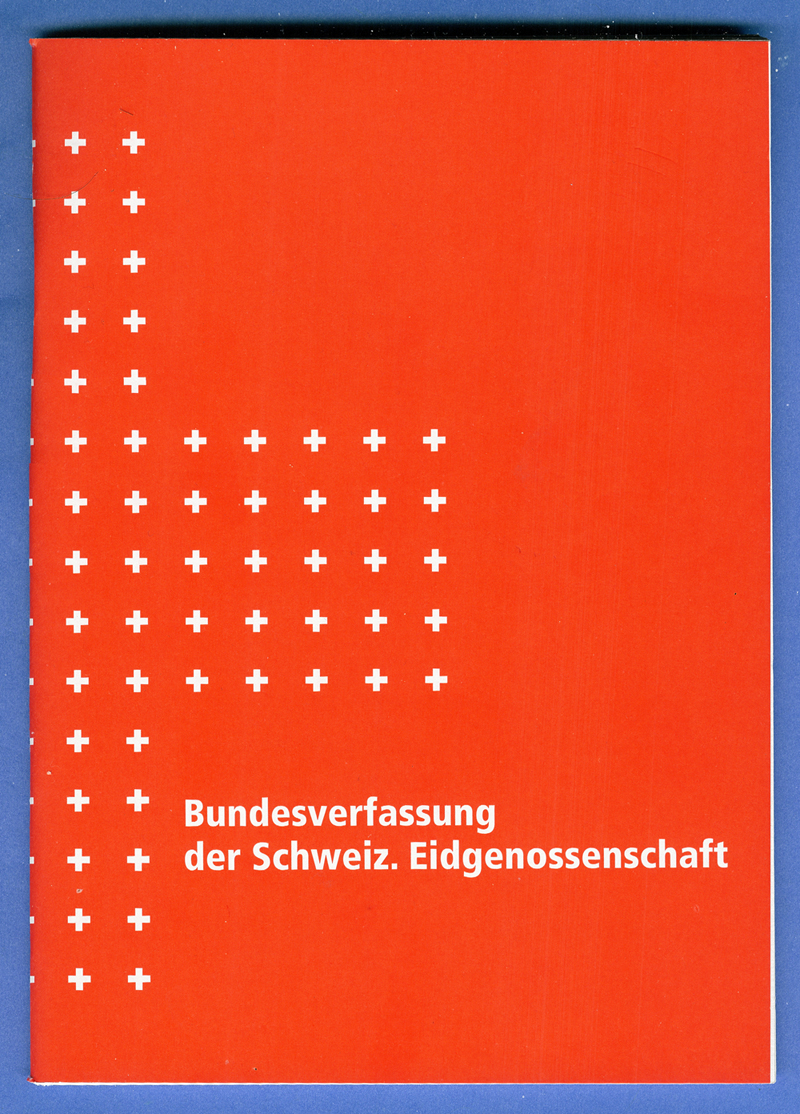
Bundesverfassung der Schweiz. Eidgenossenschaft im Design, das anlässlich der Revision von 1999 geschaffen worden war.

Die Totalrevision der Schweizer Bundesverfassung 1999 war das Thema einer Volksabstimmung in der Schweiz. Sie fand am 18. April 1999 statt und betraf die zweite Totalrevision der seit 1848 bestehenden und 1874 zum ersten Mal total revidierten Bundesverfassung. Die Revision war das Ergebnis eines über drei Jahrzehnte dauernden und anfänglich zögerlichen Prozesses. Nachdem ein 1977 präsentierter Vorschlag bereits in der Vernehmlassung gescheitert war, setzte sich die Erkenntnis durch, dass sich die Revision auf die Neuordnung des bestehenden Inhalts, die sprachliche Vereinheitlichung sowie die Nachführung des geltenden geschriebenen und ungeschriebenen Verfassungsrechts beschränken müsse. Auf substanzielle inhaltliche Neuerungen verzichtete man, sodass die Grundzüge des Staates im Wesentlichen weiterhin auf der Verfassung von 1874 basieren. Nach der Zustimmung von Volk und Ständen trat die heute noch gültige Verfassung am 1. Januar 2000 in Kraft. Seither sind zahlreiche Artikel der Verfassung revidiert worden.

## Gescheiterte Totalrevision von 1977
Bis 1996 wurde die Bundesverfassung von 1874 über 140 Mal geändert, womit sie sich über die Jahrzehnte immer heterogener präsentierte und zuletzt als «Flickwerk» galt. 1964 veröffentlichte der Staatsrechtler Max Imboden den viel beachteten Aufsatz Helvetisches Malaise, in dem er das zunehmende Desinteresse an der Politik unter anderem auf die Unübersichtlichkeit der Bundesverfassung und den fehlenden Reformwillen zurückführte. Als Reaktion darauf reichte Ständerat Karl Obrecht (FDP Solothurn) am 13. Oktober 1965 eine Motion ein, mit der er «nach gründlicher Vorarbeit» die Einleitung einer Totalrevision verlangte. Im Nationalrat tat Peter Dürrenmatt (LDP Basel-Stadt) am 30. November 1965 dasselbe. Bundesrat Ludwig von Moos nahm die Motionen in der Sommersession 1966 entgegen.
Der Gesamtbundesrat ernannte am 16. Mai 1967 eine Arbeitsgruppe unter dem Vorsitz des früheren Bundesrats Friedrich Traugott Wahlen. Sie sollte Gedanken und Vorschläge für eine künftige Bundesverfassung sammeln, ihre Grundlagen und massgebenden Elemente bestimmen, das Modell einer Bundesverfassung nach Inhalt und Struktur umschreiben und dem Eidgenössischen Justiz- und Polizeidepartement (EJPD) darüber umfassenden Bericht erstatten. 1970 publizierte sie die Stellungnahmen verschiedener befragter Institutionen in vier Quellenbänden. In ihrem Schlussbericht, den sie am 6. September 1973 präsentierte, hielt die Arbeitsgruppe ihre Vorstellungen und Reformvorschläge fest. Dazu gehörten die Konkretisierung der Grundrechte, eine ausführliche Wirtschaftsverfassung, ein massvoller Katalog an Sozialrechten, eine Präzisierung des Föderalismus, die Einführung der Gesetzesinitiative auf Bundesebene und eine Strukturreform des Ständerats.
Daraufhin ernannte das EJPD am 8. März 1974 eine 46-köpfige Expertenkommission unter dem Vorsitz von Bundesrat Kurt Furgler. Sie bildete drei Subkommissionen und hielt von Mai 1974 bis September 1977 sechzehn dreitägige und drei sechstägige Plenarsitzungen ab. Auftragsgemäss lag Ende 1977 der formulierte Entwurf einer totalrevidierten Bundesverfassung samt Begleitbericht vor. In der Vernehmlassung stiess er jedoch in den meisten der rund 900 Stellungnahmen auf Ablehnung. Kritisiert wurden vor allem von bürgerlicher Seite die Sozial-, Eigentums- und Wirtschaftsordnung. Daraufhin gerieten die Revisionsbemühungen für mehrere Jahre ins Stocken. Immerhin diente der gescheiterte Vorentwurf als Vorbild für die Totalrevision verschiedener Kantonsverfassungen. 1985 schlug der Bundesrat die Fortführung der Revisionsarbeiten vor. In der parlamentarischen Debatte zwei Jahre später zeigte sich, dass wohl nur die Nachführung des geltenden geschriebenen und ungeschriebenen Verfassungsrechts erfolgversprechend sein würde. Am 3. Juni 1987 erhielt der Bundesrat einen entsprechenden Auftrag, doch drängendere politische Fragen liessen die Totalrevision der Bundesverfassung erneut für einige Jahre in den Hintergrund rücken.

## Neuauflage der Totalrevision

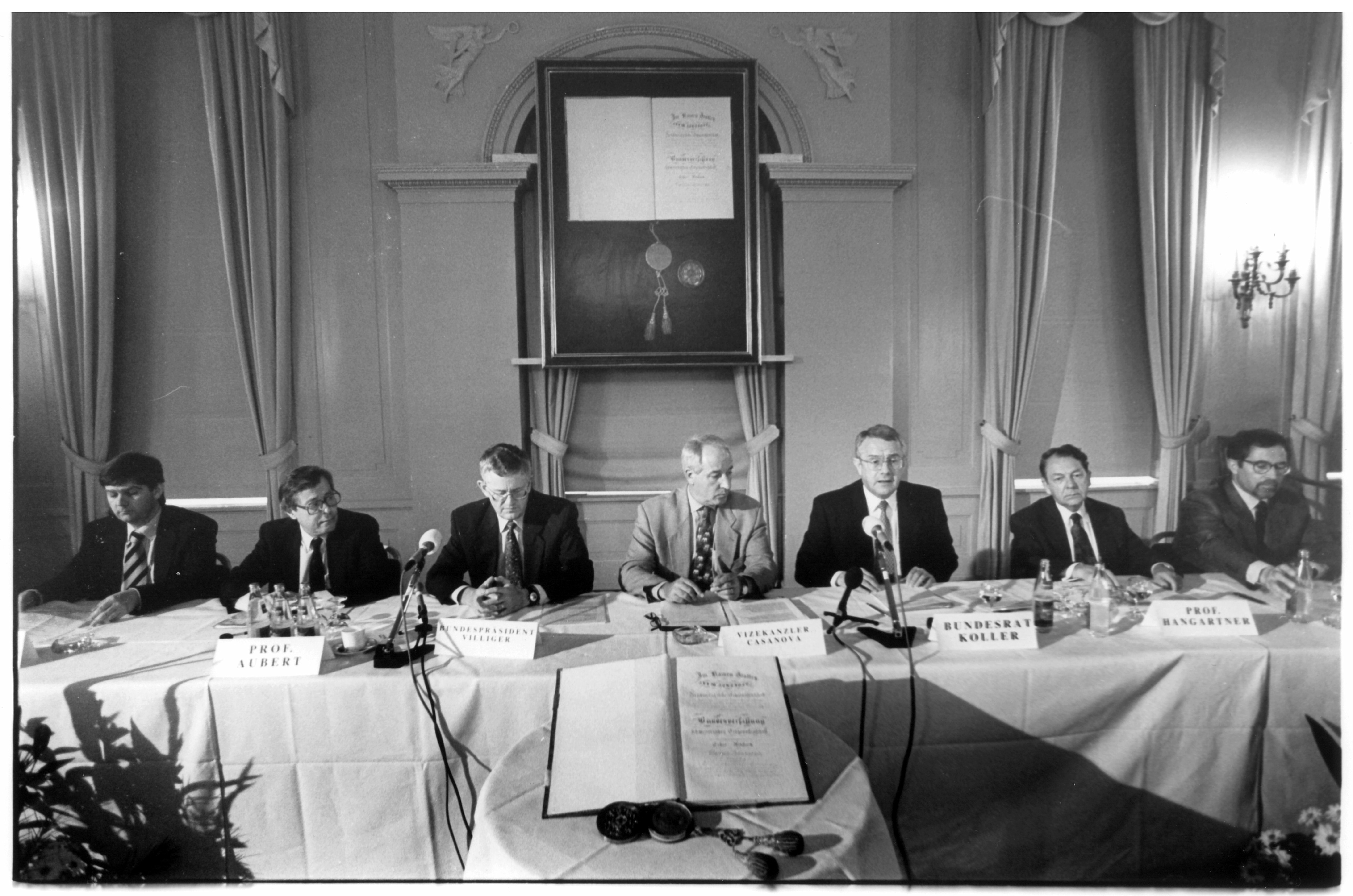
Medienkonferenz am 26. Juni 1995 zur Vernehmlassung zur Reform der Bundesverfassung

Am 28. April 1993 brachte eine von Ständerätin Josi Meier (CVP Luzern) eingereichte Motion wieder Schwung in die Sache. Sie forderte den Bundesrat auf, die Totalrevision so voranzutreiben, dass auf das 150-Jahr-Jubiläum des Bundesstaates 1998 hin eine entsprechende Vorlage durch die Bundesversammlung verabschiedet werden könne. Der Ständerat überwies die Motion am 16. Dezember 1993 ohne Gegenstimme, der Nationalrat genau ein Jahr später mit 105 zu 54 Stimmen. Am 26. Juni 1995 präsentierte der Bundesrat einen Entwurf und gab diesen in die Vernehmlassung, wobei er darauf achtete, diese so breit gestreut wie möglich durchzuführen. Zu diesem Zweck fand nach dem Vorbild des Kantons Appenzell Ausserrhoden eine Art «Volksdiskussion» statt, an der sich alle Bürger beteiligen konnten. Aus über elftausend Antworten wurden die wichtigsten Ergebnisse im Juni 1996 in einer Broschüre zusammengefasst und am 20. November 1996 lag die Botschaft des Bundesrates vor.
Obwohl die Nachführung des geltenden Rechts weitgehend unbestritten war, zog sich die Debatte in die Länge. Der zweite Teil der Revision sah eine Überarbeitung der Volksrechte vor. Doch besonders in den Reihen der SVP und der SP umstritten war der Vorschlag, die Unterschriftenzahlen für Volksinitiativen und fakultative Referenden zu erhöhen. Der Nationalrat beschloss mit 134 zu 15 Stimmen, auf diesen Teil der Revision gar nicht erst einzutreten, worauf der Ständerat auf eine weitere Behandlung verzichtete. Bei der Justizreform, dem dritten Teil des Reformpakets, verzichtete das Parlament nach langem Hin und Her auf die umstrittene Verfassungsgerichtsbarkeit. Am 18. Dezember 1998 stimmte der Nationalrat der überarbeiteten Verfassung mit 134 zu 14 Stimmen bei 31 Enthaltungen zu, der Ständerat sagte am selben Tag mit 44 zu 0 Stimmen Ja.

## Übersicht der Änderungen
Im formalen Bereich umfasste die Revision Anpassungen der Formulierungen an den modernen Sprachgebrauch sowie eine systematische und übersichtliche Gliederung mit Sachtiteln für jeden Artikel. Materiell strebte man die vollständige Wiedergabe des geltenden Verfassungsrechts durch die Übernahme ungeschriebener Bestimmungen an. Diese basierten auf der bundesgerichtlichen Rechtsprechung, der Behördenpraxis und dem von der Schweiz übernommenen internationalen Recht. Wichtigen Elementen, die in der bisherigen Verfassung nicht enthalten waren, sollte nun der Verfassungsrang zuerkannt werden. Dazu gehörten unter anderem:
- Nachhaltigkeit und Förderung der Chancengleichheit als Ziele staatlichen Handelns;
- Grundsätze staatlichen Handelns wie Verhältnismässigkeitsprinzip, öffentliches Interesse, Treu und Glauben sowie Beachtung des Völkerrechts;
- ausführlicher Katalog der Grundrechte wie Schutz der Menschenwürde, Diskriminierungsverbot, Schutz vor Willkür, Recht auf Leben und auf persönliche Freiheit, Schutz der Kinder und Jugendlichen, Recht auf Hilfe in Notlagen, Schutz der Privatsphäre[11], Meinungs- und Informationsfreiheit, Medienfreiheit, Sprachenfreiheit, Wissenschaftsfreiheit, Kunstfreiheit, Versammlungsfreiheit, Schutz vor Auslieferung und Ausschaffung, Koalitionsfreiheit, Wahl- und Abstimmungsfreiheit sowie Garantien in gerichtlichen Verfahren, beim Freiheitsentzug und im Strafverfahren;
- Zusammenfassung der bisher in verschiedenen Kompetenzbestimmungen sowie in internationalen Verträgen verstreuten Sozialziele;
- grundsätzliche und ausführliche Umschreibung der föderalistischen Aufgabenteilung zwischen Bund und Kantonen;
- ausdrückliches Festhalten der Zuständigkeit des Bundes in der Aussenpolitik;
- bessere Gliederung und Verdeutlichung des Wirtschaftsverfassungrechts;
- Vorrang des zwingenden Völkerrechts.[12]

In den Beratungen nahm das Parlament einige inhaltliche Neuerungen vor, bei denen ein breiter Konsens bestand. Unter anderem umfassten sie:
- den Verzicht auf das obligatorische Referendum auf Bundesebene bei Gebietsveränderungen zwischen einzelnen Kantonen;
- die Abschaffung der generellen Genehmigungspflicht des Bundes bei Verträgen der Kantone mit dem Ausland
- die Aufhebung des Ausschlusses von Personen geistlichen Standes für Wahlen in den Nationalrat und in den Bundesrat
- neue Bestimmungen bezüglich Behindertenintegration, Statistik, Berufsbildung, Kunst, Förderung der Mehrsprachigkeit, Seilbahnen und parlamentarische Verfahren.[13]

Bestimmte Gesetze von grundlegender Bedeutung wurden zu Verfassungsartikeln heraufgestuft, darunter der Anspruch auf Datenschutz, die Träger des gemeinnützigen Wohnungsbaus, die Gründe für den Ausschluss vom Stimmrecht, die Amtszeit von Bundesrichtern sowie verschiedene parlamentarische Verfahren. Ausserdem strich man verschiedene Normen, die jegliche Bedeutung verloren hatten und nicht mehr übernommen werden sollten. Sie betrafen das Verbot von Untertanenverhältnissen, das Verbot für die Kantone, mehr als 300 Mann stehende Truppen zu halten, die gegenseitige militärische Hilfe der Kantone, die Pflicht der Kantone, den freien Durchzug der Truppen zu gewähren, die gesetzliche Regelung von Auswanderungsagenturen, die Einlösungspflicht für Banknoten und die Golddeckung für die ausgegebenen Banknoten, die Verfügung über die Begräbnisplätze, die Brauteinzugsgebühr (eine ältere Bezeichnung für die Heiratsgebühr, die zu zahlen war, wenn ein Mann eine am Bürgerort nichtheimatberechtigte Braut ehelichte), Abzugs- und Zugrechte, die Freizügigkeit im Güterverkehr, den Vollzug von Vergleichen oder schiedsrichterlichen Sprüchen über Streitigkeiten zwischen Kantonen sowie die Bundesassisen. Schliesslich betrachtete man verschiedene Bestimmungen nicht mehr als verfassungswürdig, weshalb sie neu auf gesetzlicher Ebene geregelt werden sollten. Dazu gehörten unter anderem das Verbot von Militärkapitulationen, das Verbot der Annahme von Orden, die Unentgeltlichkeit der persönlichen militärischen Ausrüstung und deren Aufbewahrung, die Verbilligung von Brotgetreide, Wasserrechte, das Verbot von Absinth, die Autobahnvignette, Fuss- und Wanderwege, Geld- und Währungspolitik, Steuerbefreiung der Nationalbank, Waffen und Kriegsmaterial sowie die Mehrwertsteuer.

## Abstimmung
Mit Ausnahme der Partei der Arbeit, der Freiheitspartei und der Schweizer Demokraten sprachen sich alle nationalen Parteien und Interessenverbände für die neue Verfassung aus. Zu den Gegnern gehörten jedoch auch acht Kantonalparteien der SVP sowie die rechts aussen stehenden Organisationen Pro Libertate und VPM, während die Junge SVP Stimmfreigabe beschloss. Die vorwiegend rechtsbürgerlichen Kritiker waren der Ansicht, dass die Totalrevision über eine Nachführung hinausgehe und Ausdruck eines von der politischen Mitte und der Linken geprägten Politikverständnisses sei. Die Schweiz würde sich internationalem Recht beugen und die neue Verfassung würde zu einem nicht finanzierbaren Ausbau des Staates führen. Ausserdem habe sich die alte Verfassung bewährt, sodass eine neue gar nicht notwendig sei. Obwohl der Bundesrat beschlossen hatte, dass die Bundesverfassung in Anbetracht ihrer besonderen Bedeutung am 18. April 1999 als einzige Vorlage zur Abstimmung stand, zeigten die Befürworter wenig Enthusiasmus. Dies schlug sich in einer sehr tiefen Stimmbeteiligung nieder: Beispielsweise gaben in den Kantonen Waadt und Jura weniger als ein Fünftel der Stimmberechtigten ihre Stimme ab.
Zwar nahmen fast drei Fünftel der Abstimmenden die neue Verfassung an, doch das Ständemehr fiel nur relativ knapp zu ihren Gunsten aus. Dafür verantwortlich war die ablehnende Haltung der meisten zentral- und ostschweizerischen Kantone, wo die Argumente der Gegner mehr Anklang gefunden hatten. Die Vox-Analyse ergab, dass die Ablehnung dort am grössten war, wo auch die Skepsis gegenüber einer aussenpolitischen Öffnung überwog sowie die Verbundenheit mit den Gründungsmythen der Schweiz sowie den traditionellen politischen Institutionen noch ausgeprägt war. Diese Haltung fand sich vor allem bei SVP-Sympathisanten und Personen, die sich als weit rechts stehend einordneten. Auf der anderen Seite fand die Verfassungsvorlage bei jenen Personen starke Unterstützung, die der Regierung vertrauten und eine weltoffenere Schweiz befürworteten; die traf vor allem auf Anhänger der SP zu, aber auch der CVP und der FDP.

## Ergebnis

### Gesamtergebnis
| Nr. | Art | Stimm- berechtigte | Abgegebene Stimmen | Beteiligung | Gültige Stimmen | Ja      | Nein    | Ja-Anteil | Nein-Anteil | Stände | Ergebnis |
| --- | --- | ------------------ | ------------------ | ----------- | --------------- | ------- | ------- | --------- | ----------- | ------ | -------- |
| 453 | OR  | 4'643'521          | 1'666'869          | 35,89 %     | 1'638'468       | 969'310 | 669'158 | 59,16 %   | 40,84 %     | 13:10  | ja       |

### Ergebnisse in den Kantonen
Quelle: Bundeskanzlei
| Kanton                     | Ja-Stimmen | Ja-Anteil | Nein-Stimmen | Nein-Anteil | Beteiligung |
| -------------------------- | ---------- | --------- | ------------ | ----------- | ----------- |
| Aargau                     | 057'779    | 49,06 %   | 060'016      | 50,94 %     | 33,09 %     |
| Appenzell Ausserrhoden (½) | 007'946    | 44,90 %   | 009'750      | 55,10 %     | 50,32 %     |
| Appenzell Innerrhoden (½)  | 001'549    | 34,01 %   | 003'006      | 65,99 %     | 46,12 %     |
| Basel-Landschaft (½)       | 036'998    | 65,97 %   | 019'087      | 34,03 %     | 32,44 %     |
| Basel-Stadt (½)            | 038'672    | 76,31 %   | 012'008      | 23,69 %     | 42,01 %     |
| Bern                       | 131'661    | 61,88 %   | 081'091      | 38,12 %     | 31,71 %     |
| Freiburg                   | 027'564    | 72,80 %   | 010'297      | 27,20 %     | 24,59 %     |
| Genf                       | 047'438    | 85,89 %   | 007'806      | 14,11 %     | 27,39 %     |
| Glarus                     | 002'934    | 30,08 %   | 006'819      | 69,92 %     | 39,82 %     |
| Graubünden                 | 020'083    | 51,79 %   | 018'697      | 48,21 %     | 31,00 %     |
| Jura                       | 006'674    | 76,19 %   | 002'086      | 23,81 %     | 18,69 %     |
| Luzern                     | 067'814    | 57,18 %   | 050'792      | 42,82 %     | 52,42 %     |
| Neuenburg                  | 017'907    | 70,32 %   | 007'558      | 29,68 %     | 24,82 %     |
| Nidwalden (½)              | 004'641    | 40,92 %   | 006'702      | 59,08 %     | 43,18 %     |
| Obwalden (½)               | 004'892    | 47,24 %   | 005'463      | 52,76 %     | 47,80 %     |
| Schaffhausen               | 012'098    | 41,95 %   | 016'744      | 58,05 %     | 63,22 %     |
| Schwyz                     | 012'036    | 33,88 %   | 023'491      | 66,12 %     | 42,75 %     |
| Solothurn                  | 040'172    | 52,66 %   | 036'113      | 47,34 %     | 47,17 %     |
| St. Gallen                 | 049'210    | 48,11 %   | 053'070      | 51,89 %     | 36,34 %     |
| Tessin                     | 082'443    | 71,98 %   | 032'095      | 28,02 %     | 62,50 %     |
| Thurgau                    | 024'522    | 40,13 %   | 036'589      | 59,87 %     | 44,46 %     |
| Uri                        | 003'490    | 39,89 %   | 005'258      | 60,11 %     | 35,08 %     |
| Waadt                      | 047'750    | 75,85 %   | 015'206      | 24,15 %     | 17,50 %     |
| Wallis                     | 018'905    | 49,78 %   | 019'073      | 50,22 %     | 21,24 %     |
| Zug                        | 014'693    | 53,94 %   | 012'546      | 46,06 %     | 42,82 %     |
| Zürich                     | 189'439    | 61,66 %   | 117'795      | 38,34 %     | 40,18 %     |
| Schweiz                    | 969'310    | 59,16 %   | 669'158      | 40,84 %     | 35,90 %     |